# Harvey Gates

Harvey Gates (né le 19 janvier 1894 et mort le 4 novembre 1948) est un scénariste américain. 

## Biographie
Harvey Gates collabore à 216 films entre 1913 et 1948.

## Filmographie partielle
- 1915 : Eleven to One
- 1915 : According to Value
- 1915 : For Professional Reasons de Burton L. King
- 1915 : Honor Thy Husband de Lynn Reynolds
- 1917 : Maison de danses au far-west (Hell Morgan's Girl) de Joseph De Grasse
- 1917 : The Edge of the Law de Louis Chaudet
- 1919 : Beckoning Roads de Howard C. Hickman
- 1919 : L'Insaisissable Beauté (The Exquisite Thief) de Tod Browning
- 1919- 1920 : Lightning Bryce (serial)
- 1921 : Action
- 1922 : La Fille du pirate (Hurricane's Gal) d'Allen Holubar
- 1923 : Les Chevaux de bois
- 1923 : Broad Daylight d'Irving Cummings
- 1924 : La Danseuse du Caire (A Cafe in Cairo) de Chester Withey
- 1925 : Soft Shoes
- 1926 : Driftin' Thru de Scott R. Dunlap
- 1927 : A Sailor's Sweetheart
- 1927 : Brass Knuckles de Lloyd Bacon
- 1928 : Taxi de minuit de John G. Adolfi
- 1928 : Across the Atlantic de Howard Bretherton
- 1929 : Le Chant du désert (The Desert Song)
- 1929 : Stark Mad
- 1929 : Chante-nous ça ! (Say It with Songs)
- 1930 : In the Next Room d'Edward F. Cline
- 1931 : Si j'avais un million
- 1931 : Les Titans du ciel
- 1932 : Madame Racketeer de Harry Wagstaff Gribble et Alexander Hall
- 1942 : Black Dragons de William Nigh